# Tecnología disruptiva
Tecnología disruptiva o innovación disruptiva es aquella tecnología o innovación que conduce a la aparición de productos y servicios que utilizan preferiblemente una estrategia disruptiva (del inglés disruptive, que produce un trastorno brusco) frente a una estrategia sostenible a fin de competir contra una tecnología dominante, buscando una progresiva consolidación en un mercado. Aunque inicialmente el término proviene de la economía, actualmente comienza a tener mucha importancia a la hora de plantear estrategias de desarrollo en los departamentos de I+D de muchas compañías. Aunque no necesariamente lo disruptivo tenga que estar ligado a la tecnología, por ejemplo en un determinado sector puede aplicarse un modelo de negocio de otro sector generando una disrupción, sin que necesariamente se utilice una nueva tecnología.
El término «tecnología disruptiva» (disruptive technology en inglés) fue acuñado por Clayton M. Christensen y presentado en 1995 con su artículo Disruptive Technologies: Catching the Wave, como coautor junto con Joseph Bower. Describió el término más profundamente en su libro The Innovator's Dilemma, publicado en 1997, con el término «innovación disruptiva», debido a que algunas tecnologías son intrínsecamente disruptivas o sostenibles de por sí.
De manera general, las tecnologías disruptivas pueden clasificarse como tecnologías de bajas prestaciones (en inglés: 'lower-end') y tecnologías de nuevo mercado. Una innovación de nuevo-mercado es usualmente lanzada hacia los denominados mercados de no-consumo, donde los clientes comienzan a utilizar un producto o servicio que antes no utilizaban (ej. sistemas GPS), o gracias a la accesibilidad que proporciona la nueva tecnología a usuarios que no tenían acceso a un producto (desarrollo de la producción en cadena en la industria automovilística) o la descentralización de la ubicación de un servicio (ej. telefonía fija frente a telefonía móvil).
Las innovaciones tecnologías disruptivas son en su inicio, de bajas prestaciones y se dirigen a aquellos consumidores menos exigentes y con un poder adquisitivo menor. Estos usuarios son menos rentables para las empresas establecidas en un determinado mercado, siendo ignorados en la innovación de nuevos productos más caros. Esto se debe a que la necesidad de crecimiento y aumento de los beneficios de las empresas establecidas a partir de sus productos, y que genera tendencias internas hacia el desarrollo de productos con mayores prestaciones, dirigidos a los consumidores más exigentes, pero que proporcionan mayores márgenes. La tecnología disruptiva es mejorada progresivamente y va ocupando paulatinamente los nichos a los que la tecnología establecida va renunciando, y en ocasiones consigue hacerse con la mayor cuota del mercado y desplazando a la establecida. Un ejemplo serían los inicios de la fotografía digital, con mucha menos resolución, pero con una gran reducción de los costes de revelado asociados a la fotografía tradicional o un modelo de negocio que hace asequible un producto a una gran cantidad de gente con menor poder adquisitivo (como las tiendas de ropa Zara) o simplemente la utilización de un producto que antes no existía como la invención del Post-it por 3M.
En contrapartida las innovaciones o tecnologías sostenibles son aquellas que se basan en la mejora de la tecnologías existentes. Sin embargo no se debe confundir este término con el de innovación incremental, ya que las innovaciones o tecnologías sostenibles pueden ser también innovaciones discontinuas.

## Teoría
La concepción teórica actual de la innovación disruptiva difiere de lo que cabría esperar por defecto, una idea que Clayton M. Christensen denominó "hipótesis del alud tecnológico". Se trata de la idea simplista de que una empresa consolidada fracasa porque no "sigue el ritmo tecnológico" de otras empresas. Según esta hipótesis, las empresas son como escaladores que suben a duras penas sobre una base que se desmorona, donde se necesita un esfuerzo constante de escalada hacia arriba sólo para permanecer quieto, y cualquier interrupción del esfuerzo (como la complacencia nacida de la rentabilidad) provoca un rápido deslizamiento cuesta abajo. Christensen y sus colegas han demostrado que esta hipótesis simplista es errónea; no modela la realidad. Lo que han demostrado es que las buenas empresas suelen ser conscientes de las innovaciones, pero su entorno empresarial no les permite perseguirlas cuando surgen por primera vez, porque no son lo bastante rentables al principio y porque su desarrollo puede restar recursos escasos al de las innovaciones sostenibles (que son necesarias para competir contra la competencia actual). En términos de Christensen, las "redes de valor" existentes en una empresa no valoran lo suficiente la innovación disruptiva como para permitir que esa empresa la persiga. Mientras tanto, las empresas de nueva creación habitan en redes de valor diferentes, al menos hasta el día en que su innovación disruptiva es capaz de invadir la red de valor más antigua. En ese momento, la empresa establecida en esa red sólo puede, en el mejor de los casos, defenderse del ataque de la participación del mercado con una entrada "yo también", para la que la supervivencia (no la prosperidad) es la única recompensa.
En la hipótesis del alud tecnológico, Christensen diferenció la innovación disruptiva de la innovación sostenible. Explicó que el objetivo de esta última es mejorar el rendimiento del producto existente. Por otro lado, define una innovación disruptiva como un producto o servicio diseñado para un nuevo conjunto de clientes.
{Por lo general, las innovaciones disruptivas eran tecnológicamente sencillas y consistían en componentes estándar unidos en una arquitectura de producto a menudo más simple que los enfoques anteriores. Ofrecían menos de lo que querían los clientes de los mercados establecidos, por lo que rara vez podían emplearse inicialmente en ellos. Ofrecían un paquete diferente de atributos valorados sólo en mercados emergentes alejados de la corriente dominante y sin importancia para ella.
Christensen también señaló que los productos considerados innovaciones disruptivas tienden a saltarse etapas del proceso tradicional de diseño y desarrollo de productos para ganar rápidamente tracción en el mercado y ventaja competitiva. Sostuvo que las innovaciones disruptivas pueden perjudicar a las empresas de éxito y bien gestionadas que responden a sus clientes y cuentan con una investigación y un desarrollo excelentes. Estas empresas tienden a ignorar los mercados más susceptibles a las innovaciones disruptivas, porque los mercados tienen márgenes de beneficio muy estrechos y son demasiado pequeños para proporcionar una buena tasa de crecimiento a una empresa establecida (de tamaño considerable). Así pues, la tecnología disruptiva es un ejemplo de un caso en el que el consejo habitual en el mundo empresarial de "centrarse en el cliente" (o "estar cerca del cliente", o "escuchar al cliente") puede ser estratégicamente contraproducente.
Mientras Christensen sostenía que las innovaciones disruptivas pueden perjudicar a las empresas exitosas y bien gestionadas, O'Ryan rebatió que la integración "constructiva" de la innovación existente, nueva y con visión de futuro podría mejorar los beneficios económicos de esas mismas empresas bien gestionadas, una vez que la dirección encargada de la toma de decisiones comprendiera los beneficios sistémicos en su conjunto.

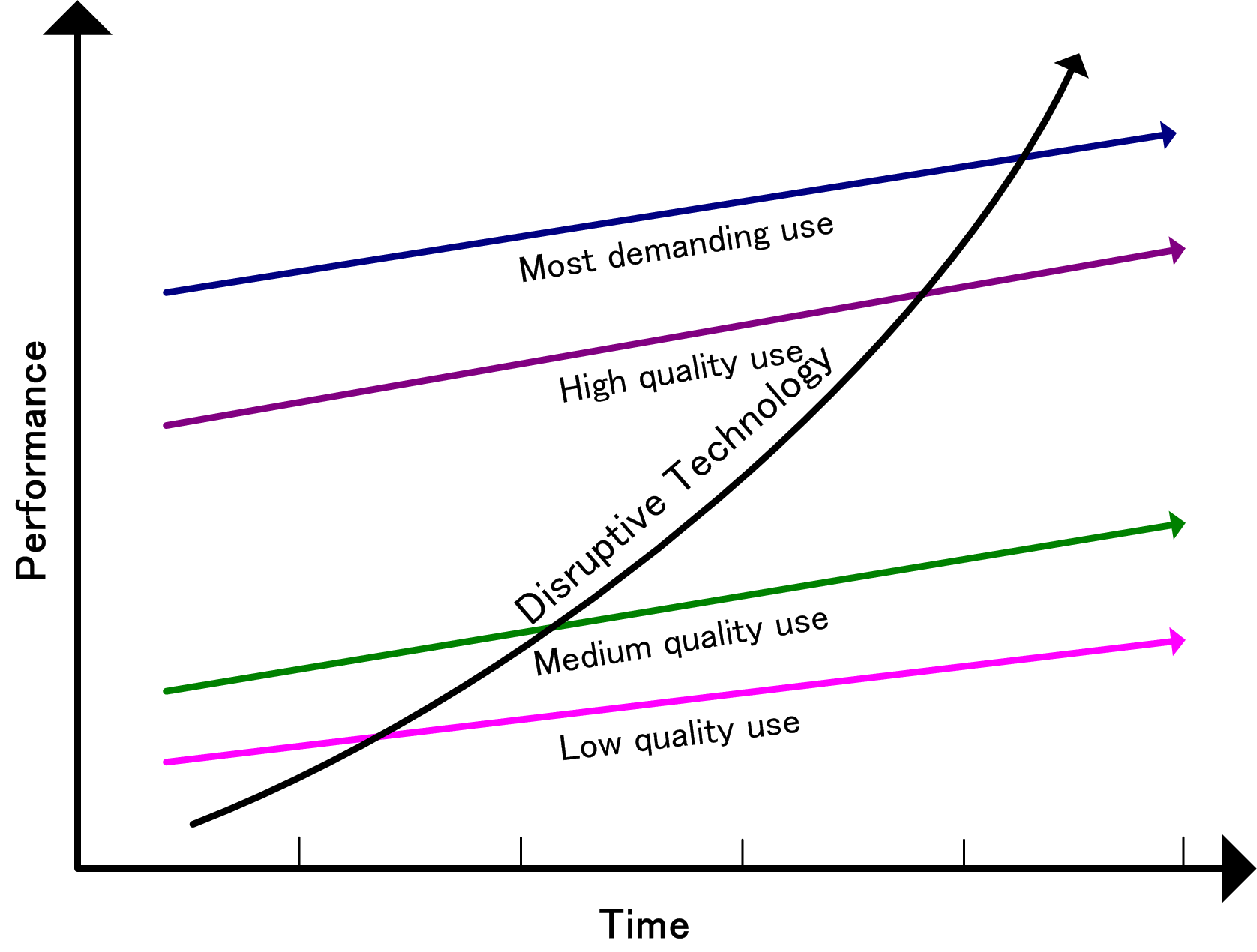
Cómo se produce la disrupción de gama baja a lo largo del tiempo.

Christensen distingue entre "disrupción de gama baja", que se dirige a clientes que no necesitan todo el rendimiento valorado por los clientes de la gama alta del mercado, y "disrupción de nuevo mercado", que se dirige a clientes que tienen necesidades que antes no eran atendidas por los operadores existentes.

### Disrupción de gama baja
La "disrupción de gama baja" se produce cuando el ritmo al que mejoran los productos supera el ritmo al que los clientes pueden adoptar las nuevas prestaciones. Por tanto, llega un momento en que las prestaciones del producto superan las necesidades de determinados segmentos de clientes. En este punto, una tecnología disruptiva puede entrar en el mercado y ofrecer un producto que tenga un rendimiento inferior al del incumbente pero que supere las necesidades de ciertos segmentos, ganando así un puesto en el mercado.
En la disrupción de gama baja, el disruptor se centra inicialmente en servir al cliente menos rentable, que se contenta con un producto suficientemente bueno. Este tipo de cliente no está dispuesto a pagar una prima por mejoras en la funcionalidad del producto. Una vez que el disruptor se ha afianzado en este segmento de clientes, busca mejorar su margen de beneficios. Para obtener mayores márgenes de beneficio, el disruptor necesita entrar en el segmento en el que el cliente está dispuesto a pagar un poco más por una mayor calidad. Para garantizar esta calidad en su producto, el disruptor necesita innovar. El operador tradicional no hará mucho por conservar su cuota en un segmento no tan rentable, y se moverá hacia arriba en el mercado y se centrará en sus clientes más atractivos. Tras una serie de encuentros de este tipo, el operador tradicional se verá relegado a mercados más pequeños que los que atendía anteriormente. Y, finalmente, la tecnología disruptiva satisface las demandas del segmento más rentable y expulsa del mercado a la empresa establecida.

### Desorganización de nuevos mercados
La "disrupción de un nuevo mercado" se produce cuando un producto encaja en un segmento de mercado nuevo o emergente que no está siendo atendido por las empresas ya establecidas en la industria. Algunos estudiosos señalan que la creación de un nuevo mercado es una característica definitoria de la innovación disruptiva, sobre todo por la forma en que tiende a mejorar los productos o servicios de manera diferente en comparación con los impulsores normales del mercado. Inicialmente atiende a un nicho de mercado y procede a definir la industria con el tiempo una vez que es capaz de penetrar en el mercado o inducir a los consumidores a desertar del mercado existente al nuevo mercado que ha creado.
La extrapolación de la teoría a todos los aspectos de la vida ha sido cuestionada, al igual que la metodología de basarse en estudios de casos seleccionados como principal forma de evidencia. Jill Lepore señala que algunas empresas identificadas por la teoría como víctimas de la disrupción hace una década o más, en lugar de haber desaparecido, siguen siendo dominantes en sus industrias en la actualidad (incluyendo Seagate Technology, U. S. Steel, y Bucyrus). Lepore cuestiona que la teoría se haya sobrevendido y aplicado erróneamente, como si fuera capaz de explicarlo todo en todos los ámbitos de la vida, incluyendo no solo los negocios, sino también la educación y las instituciones públicas.

## Tecnología disruptiva
En 2009, Milan Zeleny describió la alta tecnología como tecnología disruptiva y planteó la pregunta de qué es lo que se está disrumpiendo. La respuesta, según Zeleny, es la red de apoyo de la alta tecnología. Por ejemplo, la introducción de coches eléctricos perturba la red de apoyo a los coches de gasolina (red de gasolineras y estaciones de servicio). Dicha perturbación es totalmente esperada y, por tanto, resistida eficazmente por los propietarios de la red de apoyo. A largo plazo, la alta tecnología (disruptiva) elude, mejora o sustituye la anticuada red de apoyo.
Cuestionando el concepto de tecnología disruptiva, Haxell (2012) cuestiona cómo se nombran y enmarcan dichas tecnologías, señalando que se trata de un acto posicionado y retrospectivo.
La tecnología, al ser una forma de relación social, siempre evoluciona. Ninguna tecnología permanece fija. La tecnología empieza, se desarrolla, persiste, muta, se estanca y decae, igual que los organismos vivos. El ciclo de vida evolutivo se produce en el uso y desarrollo de cualquier tecnología. Surge un nuevo núcleo de alta tecnología que desafía a las redes de apoyo tecnológico (RATs) existentes, que se ven así obligadas a coevolucionar con él. Se diseñan nuevas versiones del núcleo y se encajan en una TSN cada vez más apropiada, con efectos de alta tecnología cada vez más pequeños. La alta tecnología se convierte en tecnología normal, con versiones más eficientes que encajan en la misma red de soporte. Por último, incluso las ganancias de eficiencia disminuyen, el énfasis se desplaza a los atributos terciarios del producto (apariencia, estilo), y la tecnología se convierte en tecnología apropiada que preserva la RAT. Este estado de equilibrio tecnológico se establece y fija, resistiéndose a ser interrumpido por una mutación tecnológica; entonces aparece una nueva alta tecnología y se repite el ciclo.
En relación con este proceso evolutivo de la tecnología, Clayton M. Christensen dijo
Los cambios tecnológicos que perjudican a las empresas establecidas no suelen ser radicalmente nuevos ni difíciles desde el punto de vista tecnológico. Sin embargo, tienen dos características importantes: En primer lugar, suelen presentar un paquete diferente de atributos de rendimiento que, al menos al principio, no valoran los clientes existentes. En segundo lugar, los atributos de rendimiento que los clientes existentes sí valoran mejoran a un ritmo tan rápido que la nueva tecnología puede invadir más tarde esos mercados establecidos.
El Informe sobre el desarrollo mundial de 2019 del Banco Mundial sobre La naturaleza cambiante del trabajo  examina cómo la tecnología da forma a la demanda relativa de determinadas competencias en los mercados laborales y amplía el alcance de las empresas: la robótica y las tecnologías digitales, por ejemplo, permiten a las empresas automatizar, sustituyendo mano de obra por máquinas para ser más eficientes, e innovar, ampliando el número de tareas y productos. Joseph Bower explicó el proceso de cómo la tecnología disruptiva, a través de su necesaria red de apoyo, transforma drásticamente una determinada industria.
Cuando surge la tecnología que tiene el potencial de revolucionar un sector, las empresas establecidas suelen considerarla poco atractiva: no es algo que quieran sus principales clientes y sus márgenes de beneficio previstos no son suficientes para cubrir la estructura de costes de las grandes empresas. Como resultado, la nueva tecnología tiende a ser ignorada en favor de lo que actualmente es popular entre los mejores clientes. Pero entonces interviene otra empresa para llevar la innovación a un nuevo mercado. Una vez que la tecnología disruptiva se establece allí, la innovación a menor escala aumenta rápidamente el rendimiento de la tecnología en atributos que los clientes mayoritarios valoran.
Por ejemplo, el automóvil era alta tecnología con respecto al coche de caballos; sin embargo, evolucionó hacia la tecnología y, finalmente, hacia la tecnología apropiada con un TSN estable e invariable. El principal avance de alta tecnología que se vislumbra es alguna forma de coche eléctrico-ya sea que la fuente de energía sea el sol, el hidrógeno, el agua, la presión del aire o la toma de carga tradicional. Los coches eléctricos precedieron al automóvil de gasolina en muchas décadas y ahora están volviendo a sustituir al automóvil de gasolina tradicional. La imprenta fue un desarrollo que cambió la forma de almacenar, transmitir y replicar la información. Esto permitió dar poder a los autores, pero también promovió la censura y la sobrecarga de información en la tecnología de la escritura.
Milan Zeleny describió el fenómeno anterior. También escribió que:
A menudo se opone resistencia a la implantación de la alta tecnología. Esta resistencia es bien entendida por parte de los participantes activos en la RAT necesaria. El coche eléctrico será resistido por los operadores de gasolineras de la misma manera que los cajeros automáticos (ATM) fueron resistidos por los cajeros de los bancos y los automóviles por los fabricantes de fustas. La tecnología no reestructura cualitativamente la RAT y, por tanto, no será resistida y nunca lo ha sido. Los mandos intermedios se resisten a la reingeniería de procesos de negocio (RPN) porque la RPN representa un asalto directo a la red de apoyo (jerarquía coordinativa) de la que prosperan. El trabajo en equipo y la multifuncionalidad son resistidos por aquellos cuyo RAT les proporciona la comodidad de una estrecha especialización y un trabajo dirigido por órdenes.
Las redes sociales podrían considerarse una innovación disruptiva dentro del deporte. Más concretamente, la forma en que circulan las noticias deportivas hoy en día frente a la era anterior a Internet, en la que las noticias deportivas se transmitían principalmente por televisión, radio y prensa. Las redes sociales han creado un nuevo mercado para el deporte que no existía antes, en el sentido de que los jugadores y los aficionados tienen acceso instantáneo a la información relacionada con el deporte.
Christensen en su última publicación propone que la tecnología disruptiva también debe ser utilizada por el desarrollo en las naciones en vías de desarrollo para mejorar las condiciones económicas en las que las instituciones gubernamentales no trabajan. El concepto aparece en el texto coescrito con Efosa Ojomo llamado "la paradoja de la prosperidad". Luego reiterado por Alessandro Crimi.

## Ejemplos

### Telefonía móvil
La necesidad de comunicarse era más clara en un mercado potencial donde la gente necesita estar disponible. Pese a las bajísimas prestaciones de esta tecnología en un principio (duración de baterías, tamaño, peso, etc.) y la baja infraestructura (cobertura), la facilidad de acceder a un teléfono móvil causó la disrupción a la telefonía fija. Es un caso claro de tecnologías dirigidas a una descentralización de un producto o servicio, con un precio asequible, prestaciones suficiente para la mayoría y, a finales de los 90, para un grupo de usuarios que no podía acceder a la telefonía sin hilos.

### Transistores
Los transistores, de bajísimas prestaciones respecto a la tecnología de válvulas en un principio pero mucho más barata, permitió la fabricación barata masiva de radios portátiles y pequeños televisores. Ello permitió la aparición de grandes gigantes como Sony frente a empresas como RCA, que venían siendo las empresas dominantes de este mercado con equipos caros, aunque con muy altas prestaciones. Sony consiguió vender a un gran mercado de poder adquisitivo más bajo que no podía acceder a estas tecnologías.

### Automóvil
Los primeros automóviles creados a finales del siglo XIX no fueron una innovación disruptiva en su inicio, puesto que eran bienes de lujo dirigidos a un mercado muy reducido. Sin embargo, la posterior introducción del Ford Model T, fabricado en serie a partir de 1908 y con un precio mucho más asequible, sí produciría una disrupción en el transporte tal y como se conocía hasta entonces, puesto que hizo cambiar rápidamente el estándar del carro de caballos al automóvil.

### Memoria flash
Las memoria flash se inventó en 1984 pero no fue hasta 1998 que se utilizó por primera vez en un reproductor portátil de audio. Esta tecnología, que en un principio resultaba cara y poco fiable, ha ido avanzando hasta sustituir actualmente a los discos duros convencionales en la mayoría de ordenadores portátiles del mercado.